# Medienmanagement
Medienmanagement ist eine spezielle Betriebswirtschaftslehre, die neben den allgemeinen betriebswirtschaftlichen Grundlagen auch speziell auf die Medienbranche ausgerichtete Themen beinhaltet. Dabei kann zwischen dem Management von Medien in Organisationen und dem Management von Medienunternehmen unterschieden werden.

## Definitionen
Nach Christian Scholz ist Medienmanagement „zum einen das Management von Medien als deren bewusste Gestaltung und zum anderen das Management von Medienunternehmen.“
Bernd W. Wirtz, Professor für Informations- und Kommunikationsmanagement an der Deutschen Universität für Verwaltungswissenschaften Speyer, definiert Medienmanagement wie folgt: „Medien- und Multimedia-Management umfasst alle Aktivitäten der Planung, Organisation und Kontrolle in Medien- und Multimediaunternehmen mit dem Ziel, einen unternehmerischen Erfolgsbeitrag zu leisten.“
Für Thomas Becker ist „Medienmanagement [...] der Einsatz von Medien und Kommunikation für die Umsetzung unternehmerischer Ziele. Das bezieht sich auf zwei Dimensionen: Die Nutzung von Medien als Führungsinstrument innerhalb des Unternehmens und die Instrumentalisierung von Medien für das Marketing von Unternehmen.“
Die besondere Herausforderung einer Definition von Medienmanagement liegt in der Frage, was Medien überhaupt sind. Die Medientheorie kann keine einheitliche Definition von Medien liefern, „sondern nur Medientheorien im Plural“. Durch die Digitalisierung ist die Reflexion über Medien verstärkt ins Bewusstsein gekommen. Kulturphilosophen wie Marshall McLuhan oder Luciano Floridi sehen einen Wendepunkt, weil die Technologie „hat uns etwas gegeben, nämlich eine neue Möglichkeit, uns selbst zu verstehen, als Inforgs“.
Die Fähigkeit, sich durch Informationen zu organisieren, wird durch digitale Medien verändert. Medienmanagement muss in dem Sinne neben den oben genannten Merkmalen des Managements auch den richtigen Einsatz von Medien reflektieren in Bezug auf die Technologien wie Künstliche Intelligenz, Geschäftsmodelle in der Medienwirtschaft sowie die Bedingungen von Kommunikation.

## Studium und Ausbildung

### Studium an Universitäten und Hochschulen
Das Fach wird als Studiengang in Deutschland seit 1990 am Institut für Journalistik und Kommunikationsforschung an der Hochschule für Musik, Theater und Medien Hannover (Bachelor und Master of Arts) veranstaltet.
Seitdem wurde das Fachgebiet Medienmanagement an diversen deutschen Hochschulen ausgebaut und als eigenständiger Studiengang mit den Abschlüssen Magister, Diplom, Bachelor und Master bzw. MBA angeboten. Zu den Themengebieten zählen betriebswirtschaftliche Grundlagen, Management, Medienmarketing, Medienökonomie und Medienrecht. Je nach Hochschule werden unterschiedliche Schwerpunkte gesetzt. An einigen Hochschulen kann Medienmanagement auch als Nebenfach im Studium der Medienwissenschaft belegt werden, wie zum Beispiel im Masterstudiengang „Medienkultur und Medienwirtschaft“ an der Universität Bayreuth.
Einen Überblick über die Anbieter des Faches in Deutschland bietet die Bundesagentur für Arbeit in ihrem kursnet. Die folgende Tabelle gibt einen Überblick über die Studienmöglichkeiten in Deutschland, der Schweiz und Österreich:
| Hochschule                            | Abschlüsse       |
| ------------------------------------- | ---------------- |
| Alpen-Adria-Universität Klagenfurt    | Bachelor, Master |
| Bauhaus-Universität Weimar            | Master           |
| Fachhochschule Sankt Pölten           | Bachelor, Master |
| HdM Stuttgart                         | Bachelor, Master |
| FH Wien                               |                  |
| FHWS Würzburg                         | Master           |
| Internationale Hochschule SDI München | Master           |
| Universität Lugano                    | Bachelor, Master |
| Universität St. Gallen                |                  |

### Ausbildung durch Lehrgänge mit Abschlusszertifikat
Als Fortbildungsstudiengang „Medienmanagement“ wird dieses Thema an der Sächsischen Verwaltungs- und Wirtschaftsakademie SVWA Dresden angeboten und endet mit dem Zertifikat „Medienmanager/in (VWA)“. Voraussetzung zum Studienzugang ist eine nachgewiesene Tätigkeit in diesem Themengebiet. Einen Vollzeitlehrgang „Medienmanagement“ von sechs Monaten Dauer sowie einen 9-monatigen berufsbegleitenden Lehrgang „PR und Medienmanagement“ bietet die Journalistenakademie in München als berufliche Weiterbildung an.

## Medien- und Bildungsmanagement
Das Studium Medien- und Bildungsmanagement umfasst Disziplinen wie Medienpädagogik, Medienmanagement, aber auch Bereiche der Informatik. Der Begriff kann als eine Weiterentwicklung des Begriffs Mediendidaktik verstanden werden (Hörmann, 2008).
Einschlägige Studiengänge haben Kommunikation, Medien und Management zum Inhalt. Der Kompetenzbereich Kommunikation umfasst Beratungskompetenz, pädagogische und psychologische Kompetenz, instruktionale, personale und soziale Kompetenzen, sowie Moderations- und Methodenkompetenz. Im Bereich Medien werden sowohl mediendidaktische, -pädagogische und wissenschaftliche Kompetenzen erlernt. Hochschulen, die dieses Studium anbieten sind etwa die Pädagogische Hochschule Weingarten, die Universität Jena und die Universität Düsseldorf.

## Berufsfelder
Je nach Art des Abschlusses können die Absolventen des Studiengangs Medienmanagement in verschiedenen Bereichen arbeiten. Dies sind u. a. Managementpositionen in Medienunternehmen, Tätigkeiten im Marketing, in der Marktforschung, Öffentlichkeitsarbeit, Werbung, Medienberatung, im Redaktions- und Verlagswesen, in der Medienforschung und -planung und die Vermittlung von Medienkompetenzen. Weitere Berufsfelder sind Consulting in und für Medienunternehmen, Medienarbeit in Parteien und Verbänden und E-Commerce, M-Commerce, E-Learning und E-Government.
Vor allem Schnittstellen- und Managementaufgaben in der Medien- und Bildungsbranche bieten Einsatzmöglichkeiten für Medien- und Bildungsmanager. Sie planen, entwickeln, gestalten und bewerten bildungsbezogene und mediengestützte Dienstleistungen und führen diese auch durch.